# San Pellegrinopas
De San Pellegrinopas (Italiaans: Passo di San Pellegrino) in Italië vormt de verbinding tussen het Valle di Fassa en het Val del Biois. Tevens loopt over de pashoogte de grens tussen de Italiaanse provincies Trente en Belluno.
Moena in het Valle di Fassa is het beginpunt aan de westzijde. De weg omhoog voert door het praktisch onbewoonde Valle di San Pellegrino. Onderweg heeft men terugblikkend uitzicht op het massief van de Latemar. Na elf kilometer bereikt de goed berijdbare weg de pashoogte op 1918 meter.
De San Pellegrinopas ligt net onder de boomgrens. Aan de rechterkant ligt een klein, door sparren omgeven, bergmeer. Naar het noorden is er uitzicht op de toppen van de Marmolada, in het oosten is in de verte de Civetta te zien. Op de vlakte staan een aantal berghotels en een stoeltjeslift richting de Costabella. In de winter wordt er in de omgeving van de pashoogte geskied. Er ligt hier dan 72 kilometer skipiste. Samen met Moena en de Alpe di Lusia maakt het deel uit van het skigebied Ski Area Tre Valli.
De afdaling in zuidelijke richting gaat door het groene Val del Biois naar Falcade. De eerste kilometers daalt snel met enkele haarspeldbochten. Onderweg zijn in het zuiden de Pale San Martino te zien. Enkele kilometers voor Falcade takt naar rechts de weg af naar de Vallespas.

## Wielrennen
De San Pellegrinopas is meermaals opgenomen in het parcours van wielerkoers Ronde van Italië. In 2006 was de San Pellegrinopas aankomstplaats van een etappe. De top van de San Pellegrinopas werd als eerste gepasseerd door:
- 1963 :  Vito Taccone
- 1971 :  José Manuel Fuente
- 1975 :  Andrés Oliva
- 1978 :  Gianbattista Baronchelli
- 1987 :  Benny Van Brabant
- 2003 :  Freddy González
- 2005 :  José Rujano
- 2006 :  Juan Manuel Gárate (ritaankomst)
- 2007 :  Fortunato Baliani
- 2008 :  Emanuele Sella
- 2014 :  Julián Arredondo
- 2022 :  Davide Formolo